# 타카나시 시즈에
타카나시 시즈에(일본어: たかなししずえ 다카나시 시즈에[*], 8월 31일 ~ )는 일본의 만화가이다. 대표작으로는 고단샤 만화상 수상작인 안녕! 스팡크가 있으며, 꼬마 마법사 레미 시리즈의 만화를 그린 사람으로도 잘 알려져 있다. 자신의 성과 이름 사이에 하트 모양(♡)을 붙인 「たかなし♡しずえ」를 필명으로 사용하기도 한다.